# Jacob Schickhart
Jacob Schickhart (der Jüngere; * 1584 in Siegen; † 14. September 1664 in Anloo (heute ein Ortsteil von Aa en Hunze)) war ein deutscher, in den Niederlanden lebender und dort ein hohes Ansehen genießender Jurist. Er war langjähriger, verdienstvoller Kanzleivorsteher der niederländischen Provinz Drente.

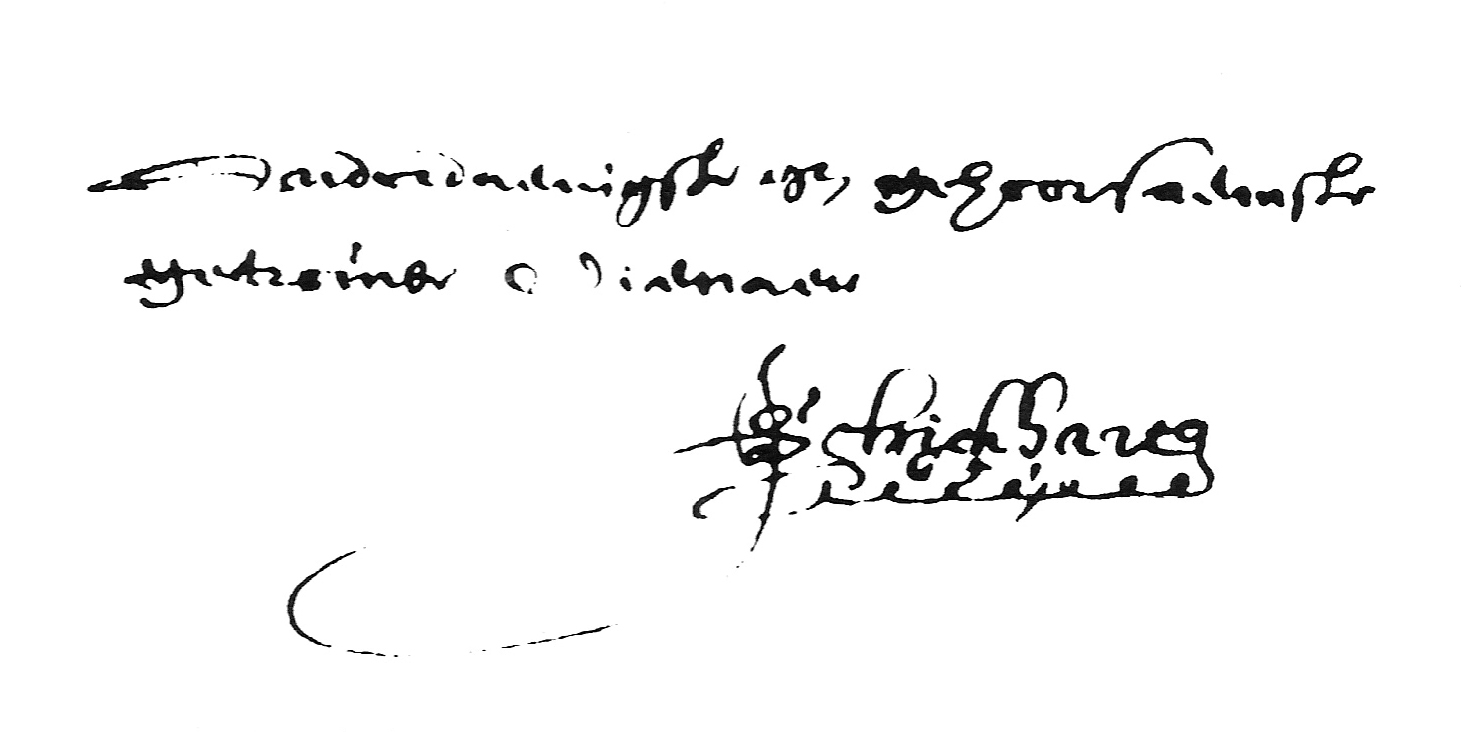
Handschrift Jacob Schickharts mit seiner Unterschrift

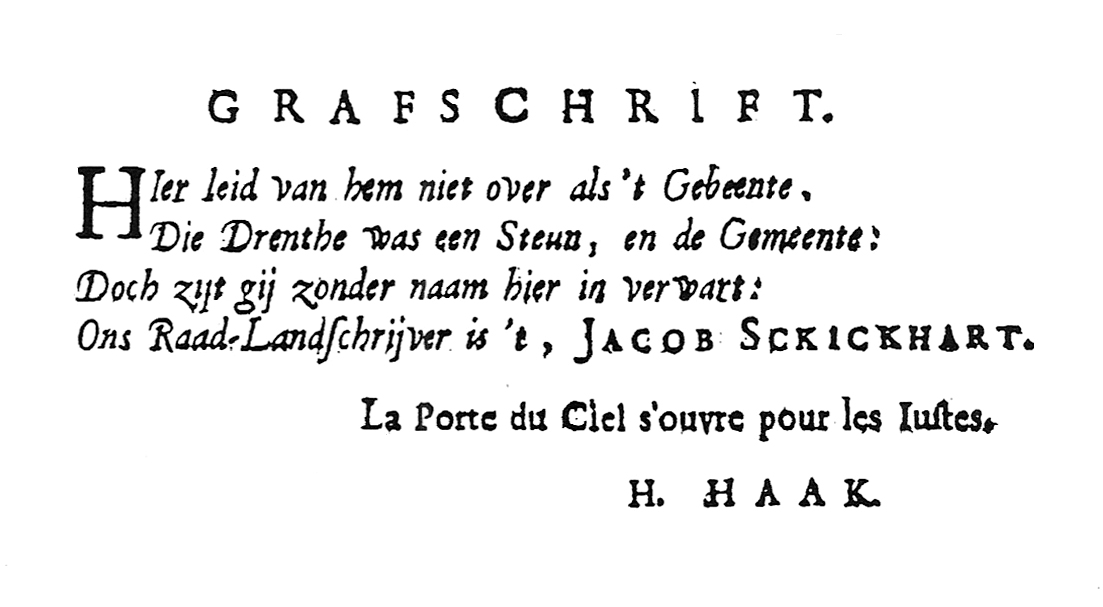
H. Haak: Jacobs Schickharts Grabinschrift: GRABINSCHRIFT. / Hier liegen nur noch seine Gebeine, / Der Drente war er eine Stütze und der Gemeinde / Doch ohne Namen seid Ihr hier verwahrt: / Unser Rat-Landschreiber ist’s: JACOB SCHICKHART. / Die Himmelspforte öffnet sich den Gerechten. / H. Haak

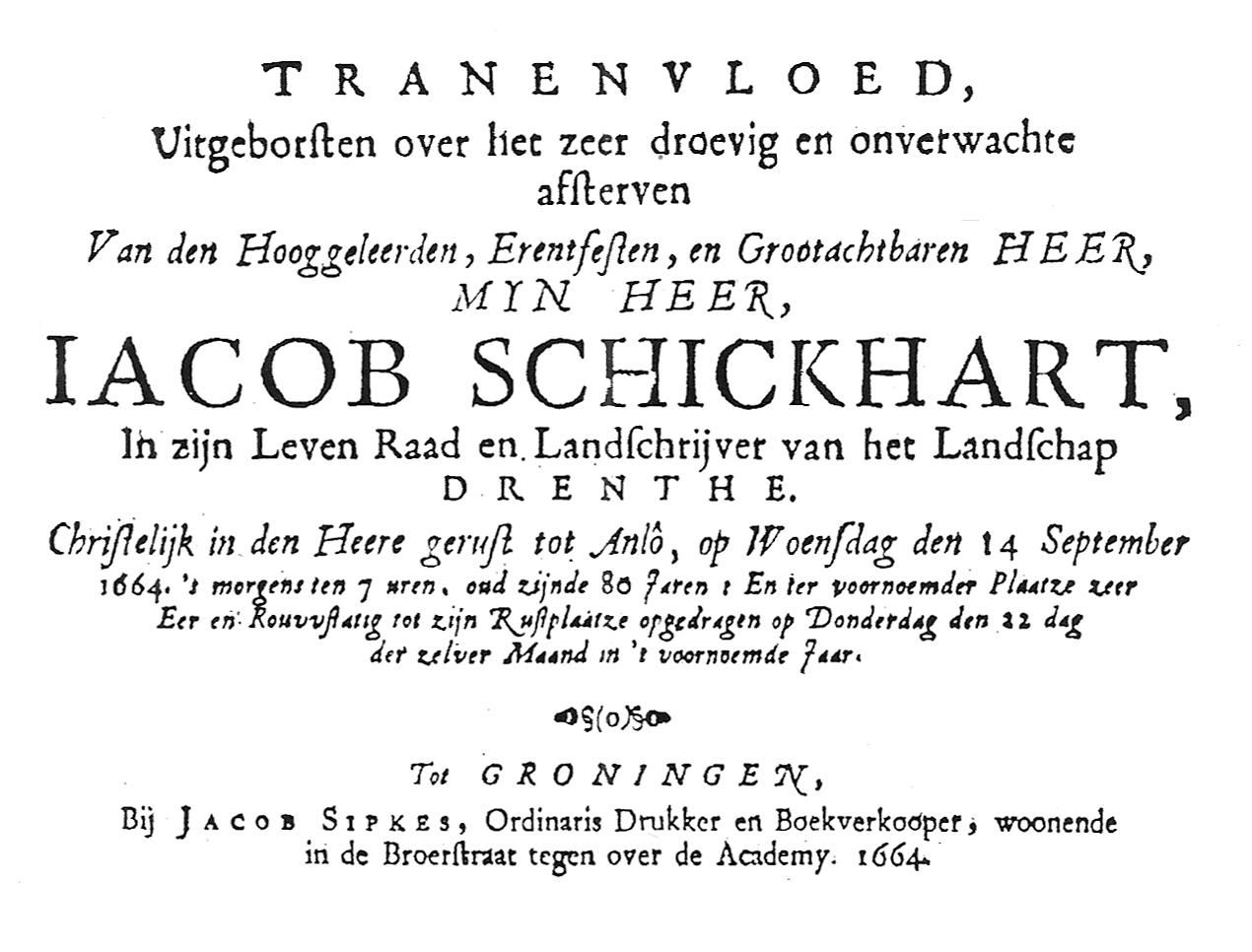
Nachruf auf Jacob Schickhart: TRÄNENFLUSS / Ausbruch des Schmerzes über das sehr traurige und unerwartete / Ableben / des hochgelehrten, ehrenhaften und großgeachteten HERRN, / HERR / JACOB SCHICKHARDT, / zu Lebzeiten Rat und Landschreiber der Provinz / DRENTE. / Christlich zum Herrn gerufen zu Anloo, am Mittwoch den 14. September / 1664, morgens um 7 Uhr, im Alter von 80 Jahren: In der vorgenannten Ortschaft ist er unter Ehr und Beflaggung zu seinem letzten / Ruheplatz gebracht worden, am Donnerstag den 22. Tag des gleichen / Monats im vorher genannten Jahr. / <0§(0)§0> / zu GRONINGEN, / von Jacob Spikes, ordentlicher Professor, Verleger und Buchhändler, wohnhaft / in der Broerstraat gegenüber der Akademie. 1664.

## Leben
Jacob Schickhart war der älteste Sohn des Rechtsanwalts Jacob Schickhart des Älteren. Er besuchte ab 1595 das Pädagogium in Siegen. Danach studierte er Jura: ab 1602 in Marburg, ab 1603 an der Hohen Schule Herborn und 1604 in Heidelberg. Bei dem Studium, das er mit dem Doktortitel abschloss, erwarb er hervorragende Kenntnisse im römischen Recht, die für seine spätere berufliche Karriere in Drente ausschlaggebend waren.
1614 kam er mit seinem Schwager Hermann Ravensberger (1586–1625; dem Mann seiner Schwester Magdalena) nach Groningen, wo Ravensberger Theologieprofessor an der neugegründeten Universität wurde. Jacob Schickhart wurde im gleichen Jahr Sekretär des Drosts (Verwalter eines Bezirks) der Landschaft Drente. Als Vertreter des Drosts war er in alle Angelegenheiten der Landschaft, insbesondere in die Grenzstreitigkeiten, einbezogen. Er nahm deswegen an verschiedenen Ausschüssen des höchsten Gerichts von Drente (Etstoel) teil, doch als Nicht-Drenter konnte er nicht dessen Mitglied werden. Wegen seiner hervorragenden und unverzichtbaren rechtlichen Kenntnisse wurde er 1620 zum offiziellen Berater des Gerichts ernannt (mit einem ansehnlichen Gehalt von 250 car fl (Carolus d’or)). Zu der Zeit besuchte Schickhart seine Heimatstadt Siegen, wo er offiziell von der Stadt bei einer Festmahlzeit mit Räten und Schöffen empfangen wurde.
1626 wurde Jacob Schickhart vom Statthalter zum Landschreiber (niederländisch ,landschrijver’ ist Kanzleivorsteher eines Verwaltungsbezirks) von Drente ernannt und er ließ sich in Anloo nieder. Dieses hohe Amt mit der Zusatzbezeichnung „Berater der Minister“ umfasste zahlreiche Funktionen wie Sekretär des Landtags, Urkundenbeamter, Protokollführer des Finanzausschusses, Beauftragter für Wege und Wasserangelegenheiten sowie Synodale der Drenteschen Kirche. Dieses einsatzerfordernde Amt übte er 38 Jahre aus – bis zu seinem Tod – und erhielt dafür ein hohes Gehalt von etwa 1500 car fl. In den Jahren 1643–1647 war er zusätzlich bevollmächtigter Unterhändler von Drente gegenüber der Volksvertretung der Republik der Vereinigten Niederlande in Den Haag. An deren Sitzungen durfte er jedoch offiziell nicht teilnehmen. Schickhart vertrat die Provinz Drente gegenüber dem Statthalter, den nassauischen Prinzen und den übrigen niederländischen Provinzen. Dabei galt er als sehr geschickter und erfahrener Diplomat und Wahrer der Interessen von Drente. Er erfreute sich des Rufs eines unentbehrlichen Ratgebers und war sehr beliebt.
Er erhielt eine ehrenvolle Bezeichnung „Consiliarius Trantanus in Provincia Groningensi vel Omlandica“. Nach seinem Tod am 14. September wurde ihm in einem feierlichen Begräbnis „unter Beflaggung“ die letzte Ehre erwiesen.
Jacob Schickhart blieb unverheiratet und hatte somit keine Nachkommen. Er versuchte seinen Verwandten, insbesondere seinem jüngeren Bruder Philip Herman, der Schulte (d. h. landesherrlicher Vertreter eines Amtsbezirks) von Meppel war, zu höheren Ämtern zu verhelfen, was aber an deren nichtdrenteschen Herkunft scheiterte.